# Una investigación filosófica
Una Investigación Filosófica es una novela escrita por Philip Kerr del género techno-thriller. Publicada en 1992.

## Resumen
En un futuro cercano, un científico británico llamado Burgess Phelan ha descubierto que una porción del cerebro, el VMN, es típicamente dos veces más grande en hombres que en mujeres. Pero en algunos hombres (aproximadamente 1 de cada 100,000),  es del mismo tamaño que en las mujeres y eso es un indicador de sociopatia violenta. El Profesor Phelan desarrolló un dispositivo llamado L.O.M.B.R.O.S.O. (Localisation De Modullar Cerebro Resonations Obligando Social Orthopraxy) en honor al criminólogo italiano Cesare Lombroso. Este dispositivo se utilizó para ayudar a diagnosticar hombres con el VMN deficiente.
En intereses de la seguridad pública, el Instituto Lombroso está autorizado para probar a todos los hombres en Gran Bretaña.  Los que dan positivo son incluidos en una base de datos confidencialmente y se les ofrece tratamiento médico y psicológico. En la base de datos se les asigna un nombre en clave de famosos intelectuales (p. ej: Shakespeare, Platón, etc.).
"Wittgenstein" Es el nombre en clave uno de ellos que, hasta ahora, vivía una vida rutinaria, descargando sus tendencias sociopáticas a través de sistemas de diversión de realidad virtual.  A descubrir su patología, decide emprender un servicio público: después de piratear al Lombroso en los sistemas del instituto y obteniendo una lista de todo VMN-hombres negativos en Gran Bretaña, les da caza para matarles.
Los narradores de la novela son el propio Wittgenstein y la teniente de policía Isadora "Jake" Jakowicz, asignada para capturarle.

## Temas
En el encuadre de la novela, el gobierno nacional ganó las elecciones gracias al lobby par instaurar el coma punitivo como alternativa a la pena de muerte como castigo para delitos extremos.  En su favor, el coma es reversible y barato. Los adversarios del coma punitivo (como Jake) argumentan que el estado está robando años de las vidas de las personas, y no dando a los culpables ninguna oportunidad de rehabilitarse.  Esta posición es rebatida argumentando que el coma inducido es necesario para los viajes espaciales a otros sistemas; además, los delincuentes no se someten al peligroso entorno de una prisión, con lo cual es mejor para ellos.
Un tema interesante implica el uso por la policía de un prestigioso profesor de filosofía de Cambridge para comprometer a Wittgenstein en un debate sobre la moralidad de sus acciones.  Desde que el asesino ve sus actos apoyados por el pensamiento filosófico del Ludwig Wittgenstein real (incluyendo su obra clave, el Tractatus Logico-Philosophicus), los jefes de Jake están esperando que sea proclive a la persuasión filosófica.  Aun así, cuando sus asesinatos continúan, el gobierno presiona al profesor de Cambridge para que aconseje a Wittgenstein suicidarse, una artimaña con la que el filósofo está de acuerdo, por mucho que Jake lo desanima.